# Медлін Стоу
Меделін Стоу (англ. Madeleine Stowe; нар. 18 серпня 1958, Лос-Анджелес, Каліфорнія) — американська кіноактриса.

## Біографія
Народилася в місті Ігл-Рок (передмістя Лос-Анджелеса), була найстаршою з трьох сестер в сім'ї емігрантки з Коста-Рики Міреї Мори і Роберта Стоу, інженера з Орегону. У десять років Стоу почала брати уроки гри на фортепіано у відомого українського піаніста Сергія Тарновського. Вона вступила до Південно-Каліфорнійського університету, там вивчила кіно і журналістику, але полишила заняття заради вистав у Солярісі, театрі в Беверлі Хіллз. Там на неї звернув увагу агент Річард Дрейфус і незабаром акторка мала чимало пропозицій в кіно.
Протягом 1980-х Стоу грала ролі другого плану в кіно і на телебаченні. Її проривом стала роль у фільмі 1987 року «Стеження». Подальшими великими проектами стали ролі у фільмах «Помста» (1990), «Країна у шафі» (1991), «Незаконне вторгнення» (1992), «Останній з могікан» (1992), «Короткі історії» (1993), «Мить ока» (1994), «Погані дівчиська» (1994), «Порцеляновий місяць» (1994) і «12 мавп» (1995).
Вона зробила перерву в кар'єрі на три роки, щоб присвятити себе родині, а в 1998 році повернулася на екрани з фільмом «Мінливості любові». Рік по тому вона знялася у фільмі «Генеральська дочка» з Джоном Траволтою. Вона знову на кілька років покинула екрани і повернулася в 2002 році з ролями в голлівудських фільмах «Прибулець», «Ангел помсти» і «Ми були солдатами». У 2003 році Меделін знялася у фільмі «Октан».
У 2007 році у неї була роль у недовготривалому телесеріалі каналу NBC «Рейнс», а в 2009 вона зіграла головну роль у фільмі каналу Lifetime «Різдвяна надія».
У 2011 році Стоу знялася в одній з головних ролей у телесеріалі «Помста», який став її першою постійною роллю на телебаченні.
Наступного року Меделін увійшла до рейтингу найвродливіших жінок планети від журналу People на п'ятій позиції.